# (631) Philippina
(631) Philippina és el nom que rep l'asteroide número 631, situat al cinturó d'asteroides.
Fou descobert el 21 de març del 1907 per l'astrònom August Kopff des de l'observatori de Heidelberg, (Alemanya).